# Beno Eckmann
Beno Eckmann (Berna, 31 de março de 1917 — Zurique, 25 de novembro de 2008) foi um matemático suíço.
Nascido em Berna, Eckmann obteve um mestrado no Instituto Federal de Tecnologia de Zurique (ETH) em 1939. Estudou depois com Heinz Hopf, obtendo o doutorado em 1941. Eckmann recebeu a Medalha Albert Einstein de 2008.
É pai do físico matemático Jean-Pierre Eckmann.